# Kamień runiczny z Möjbro

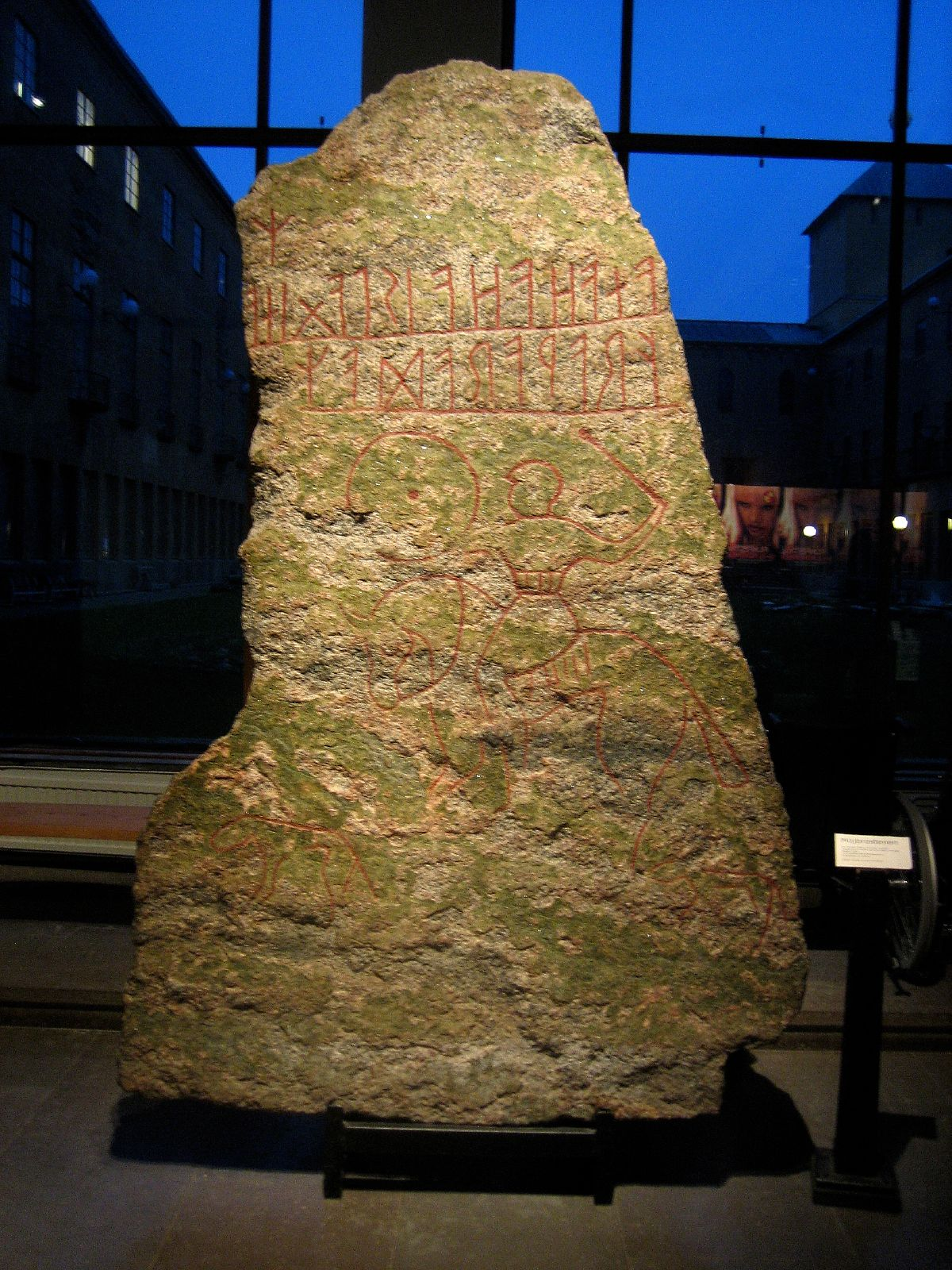
Kamień runiczny z Möjbro

Kamień runiczny z Möjbro (U 877) – granitowy kamień runiczny o wysokości 2,45 m, znajdujący się obecnie w zbiorach Statens historiska museum w Sztokholmie.
Zabytek pochodzi z okresu między 400 a 700 rokiem. Pierwsze informacje na jego temat pochodzą już z początku XVII wieku, nie podano jednak dokładnej jego lokalizacji. W 1730 roku został przeniesiony do Hagby i ustawiony na tamtejszej parafii. W 1930 roku zabrano go ponownie do Möjbro, a w 1948 roku został umieszczony w sztokholmskim Statens historiska museum.
Na kamieniu umieszczona została inskrypcja w piśmie runicznym oraz wizerunek galopującego jeźdźca, któremu towarzyszą dwa zwierzęta. Napis, czytany od prawej do lewej i od dołu do góry, jest trudny w interpretacji. Postulowane były różne interpretacje:
- Otto von Friesen (1913) proponował czytać napis jako frawaradaR : anahahaislagina : R „Frawaraðar. Ane jednooki jest pobity” (kamień upamiętniałby więc zwycięstwo Frawaraðara nad wrogiem)
- Wolfgang Krause (1936) zaproponował odczyt frawaraðar : ana : hahai : slaginaR „Frawaraðar na koniu biegnie zabity” (byłby to więc kamień upamiętniający poległego)
- według Lennarta Elmevika (1978) właściwy odczyt to frawaraðar : ainahaha : is : laikinaR „Frawaraðar najznakomitszy został podstępnie zabity”